# Arini, Bacău
Arini (în trecut Ungureni și Unguri; în maghiară Magyarfalu) este un sat în comuna Găiceana din județul Bacău, Moldova, România. La recensământul din 2002 avea o populație de 1.344 locuitori.

## Istoric
Satul, așezat în capătul văii Ungurilor, sub poalele Dealului Mare a luat naștere în Evul Mediu. În anul 1764 s-au așezat în localitate secui proveniți din Transilvania (ceangăi), care au reușit să scape de Masacrul de la Siculeni. Denumirea maghiară a localității se traduce ca Satul maghiar. La sfârșitul secolului al XIX-lea purta numele de Ungureni sau Unguri și avea 418 locuitori și o biserică catolică. Biserica avea ca patron pe Sfântul Ștefan al Ungariei, cu hramul sărbătorit la data de 20 august. Acest hram a mai fost purtat de bisericile catolice din satele Tețcani (din județul Neamț), Pustiana și Pârgărești (din județul Bacău). Din acestea, doar biserica din Pustiana încă mai păstrează hramul.
La vest de sat, pe vârful Dealului Mare, se văd urmele șanțului unei cetăți.
Numele satului a fost schimbat din Unguri în Arini după Legea nr. 2 din 16 februarie 1968.
Potrivit datelor recensământului din 2011, marea majoritate (96,22%) a populației comunei Găiceana s-a declarat de etnie română, adică 2.953 de persoane din populația totală de 3.069 de persoane, 20 de persoane (0,65%) s-au declarat de etnie maghiară, 13 persoane (0,42%) s-au declarat ceangăi, iar 83 de persoane (2,71%) au refuzat să-și declare etnia.
După datele etnografului maghiar din Transilvania Vilmos Tánczos, în 1992 toți locuitorii satului cunoșteau limba maghiară. Unii locuitori ai satului încă mai vorbesc limba maghiară cu numeroase elemente arhaice și aparțin cultului romano-catolic, însă slujbele religioase se țin în limba română. Educația obligatorie în școală se face exclusiv în limba română, în timp ce limba maghiară se poate învăța facultativ patru ore pe săptămână, doar de către cei care se înscriu la aceste ore.